# 오천역
오천역(午川驛)은 현재의 경기도 이천시 마장면 오천리에 있던 수려선의 역이다. 노선 폐지 이후 수려선에서 유일하게 역사가 남아 있던 곳이었으나, 2015년 11월 말 LH의 마장택지지구 사업 부지에 편입되어 철거되었다.

## 역사
- 1930년 12월 1일 : 수원-이천 간 개통과 함께 영업 개시 (보통역)[1]
- 1972년 4월 1일 : 수려선 폐선과 함께 폐지[2]
- 2015년 11월 : 역사 철거[3]

## 사건
- 1932년 2월 17일에, 동차가 무개화차 3량과 충돌하여 탈선하는 사고가 일어나, 열차가 전복되고 승객 15명이 부상을 입었다.[4]